# Haspelmoor (Moor)

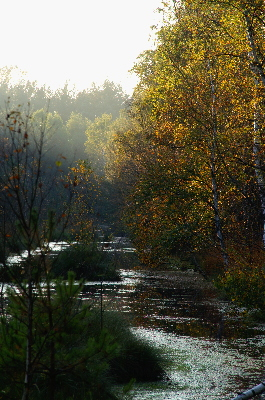
Gewässer am Haspelmoor

Das Haspelmoor ist ein Moor in den Gemeinden Hattenhofen und Althegnenberg im Landkreis Fürstenfeldbruck. Nach dem Ende der Eiszeit bildete sich dort zuerst ein großer See, der dann verlandete. Historische Namen des Moores sind Fürchelmoos (1362), Fuhrmoos (1791), Hattenhofer Moos (um 1800) und Haspelmoos. Inklusive der umliegenden Feucht-Torfwiesen erreicht das Gebiet eine Größe von etwa 370 Hektar. Südlich der Bahnstrecke München–Augsburg befindet sich der Teil des Moores, der seit 1985 Naturschutzgebiet ist. Im nördlichen Teil liegen das Rote Moos und das Biermösl. Im äußersten Süden stößt man auf das Nassenmoos. Das Moor wird nach Osten über das Einzugsgebiet der Maisach und nach Westen über den Finsterbach in die Paar entwässert.

## Entstehung des Moores

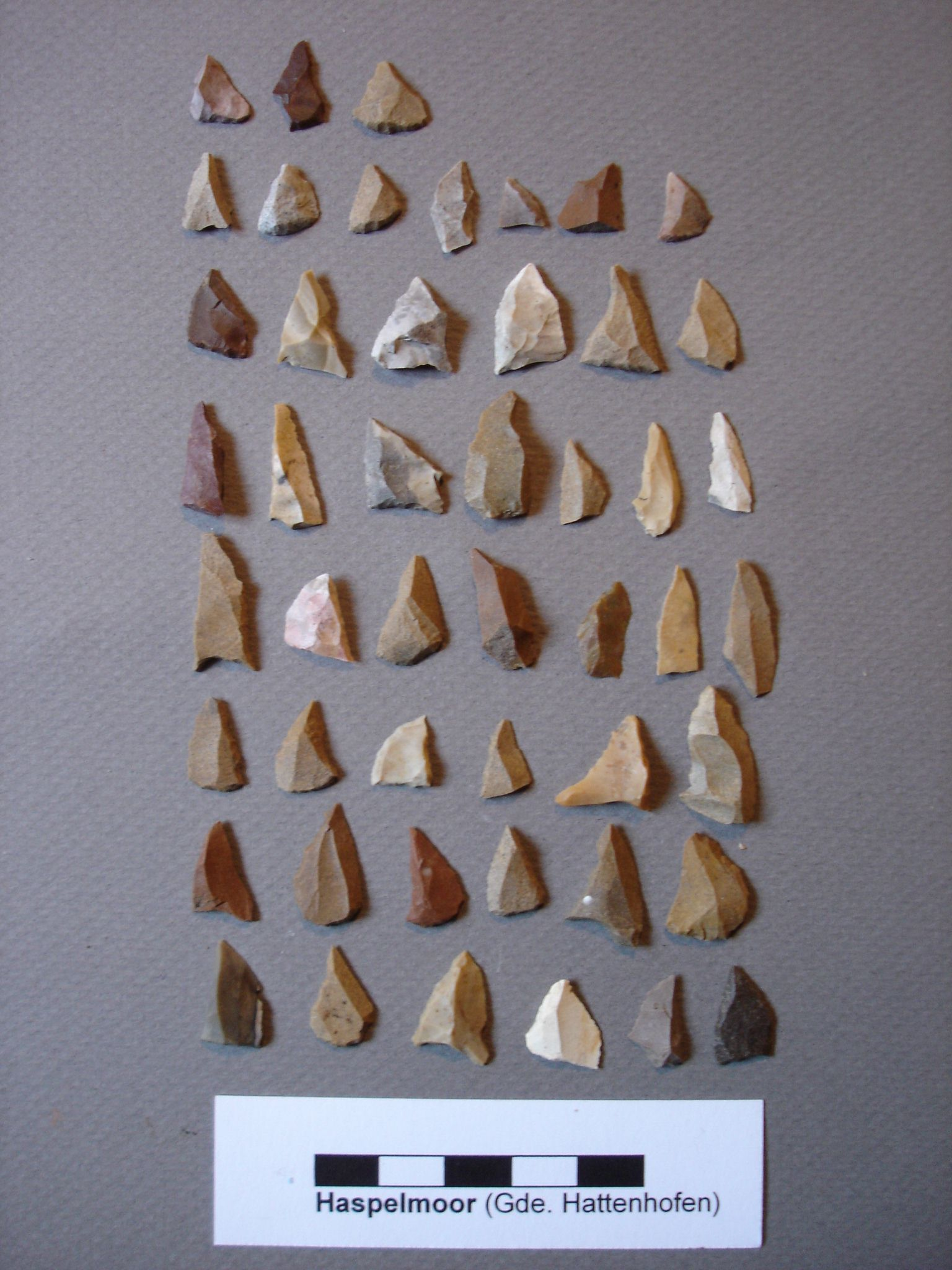
Haspelmoor, Mikrolithen aus dem Frühmesolithikum ca. 9500 v. Chr.

Dieses Moor ist der nördlichste Hochmoorrest des bayerischen Alpenvorlandes. Es liegt in einem flachen, rissglazialen Toteisbecken (Gelände-Hohlform) der Altmoränenlandschaft, entstanden durch den Isar-Loisach-Vorlandgletscher. Die Ablagerungen des Gletschers bilden die besondere Bodenform des betroffenen Landkreises Fürstenfeldbruck.
Die Moorbildung begann nach den Eiszeiten im Holozän, die Mächtigkeit des Torfkörpers kann im zentralen Bereich bis zu drei Meter betragen (Torfzuwachs im Jahr max. 1 mm). Die Altmoränen stammen aus dem Pleistozän, ihr Gestein/Untergrund besteht aus sandigem Kies bis tonigem Material, welches durch den Gletscher herangeschoben wurde. Die obersten Schichten weisen eine starke Witterungsschicht auf. Das Haspelmoor umfasst Nieder-, Zwischen- und Hochmooranteile. Das Gebiet ist bekannt als archäologische Fundlandschaft mit Siedlungshinterlassenschaften aus dem Spätpaläolithikum, dem Frühmesolithikum, dem Neolithikum, der Bronzezeit und der Latènezeit.

## Vorkommende Moortypen

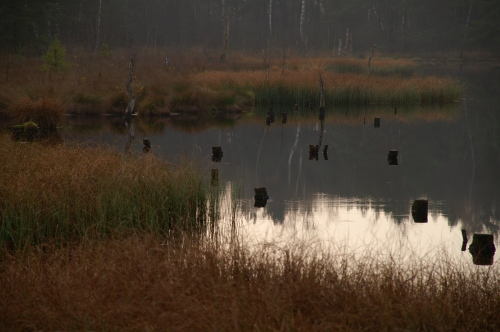
Uferbereich eines Moorgewässers im Haspelmoor

- Niedermoor: Dieser Moortyp entsteht in Senken, Flussniederungen, Mulden, an Hängen bei Quellaustritten oder können auch verlandete Seeflächen sein. Sie wachsen meist nur geringfügig in die Höhe. Sie werden bis an die Mooroberfläche von mehr oder weniger nährstoffreichem Grund-, Quell- oder Sickerwasser durchsetzt. Ihre Vegetation ist im Vergleich zum Hochmoor artenreich und besteht hauptsächlich aus Schilfgräsern, Binsen, Sauergräsern und Moosen. Durch den großen Nährstoffreichtum und dem daraus resultierenden hohen Anfall an absterbender Pflanzenmasse, die langsamer abgebaut wird als ihr Zuwachs beträgt, entsteht unter Sauerstoffmangel Torf. Der pH-Wert bleibt unterhalb der Neutralgrenze von 7,0. Die Niedermoorentwicklung bildet die Grundlage für die umliegenden Streuwiesen.
- Zwischenmoor: Zwischen- oder Übergangsmoore bezeichnen Übergangsstadien von Nieder- zu Hochmooren. Während mit dem Begriff Übergangsmoor mehr die Sukzession vom Nieder- zu Hochmoor betont wird, beschreibt der Begriff Zwischenmoor eher die vegetationsökologische Zwischenstellung. Die Vegetation besteht aus typischen Arten beider Moortypen und kann zum Teil mosaikartig gemischt sein.
- Hochmoor: Dieser Moortyp wird auch Regenmoor oder ombrotrophes Moor genannt. Hochmoore sind nährstoffarme, saure und nasse Lebensräume mit einer diesen extremen Bedingungen hochangepassten Flora und Fauna. Regenmoore werden im Gegensatz zu Niedermooren ausschließlich aus Niederschlägen (Ombrotrophie) und aus der Luft eingetragenen Nährstoffen genährt und stellen damit einen speziellen Moortyp dar, bei dessen Jahrhunderte bis Jahrtausende währenden Wachstum Torfmoose als Torfbildner eine entscheidende Rolle spielen. Sauerstoffmangel und hoher Säuregrad im ständig feuchten Substrat hemmen die Zersetzung von abgestorbenen Pflanzenteilen und führen zur Torfbildung. So wächst das Hochmoor sehr langsam über das Niveau des Grundwasserspiegels eines Niedermoores hinaus.

## Nutzungsgeschichte

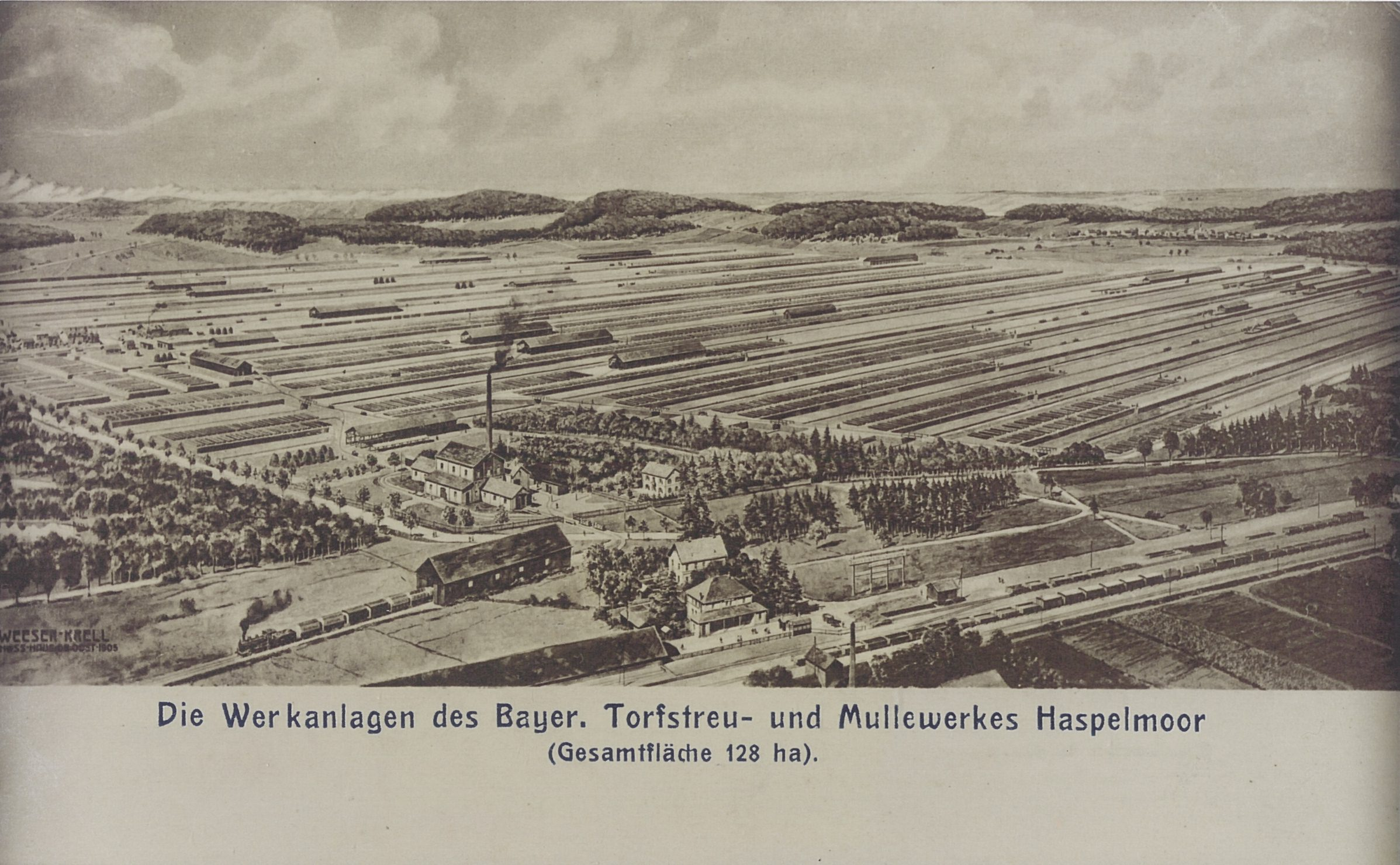
Torfstreu- und Mullewerk Haspelmoor um 1900

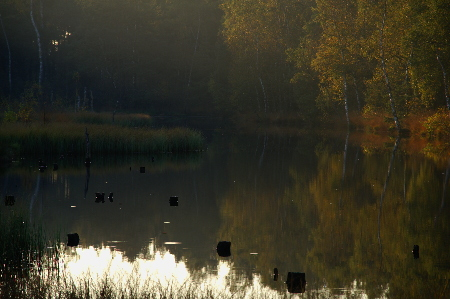
Durch historischen Torfabbau entstandenes Staugewässer im Haspelmoor

Reichhaltige Funde aus dem Mesolithikum bestätigen, dass rund um den ehemals bestehenden See bereits vor mehr als 11.000 Jahren Menschen lebten und jagten. In den Jahren 1838/39 wurden Teile für den Bau der Eisenbahnstrecke München–Augsburg zum Teil entwässert. Es war die erste Eisenbahntrasse, die durch ein Moor geführt wurde. 1853 wurde der Bahnhof Haspelmoor errichtet. Nach dem Bahnhof entstand die Königliche Torfgewinnungs-Anstalt in Haspelmoor. Von 1846 bis 1875 ist großflächig Torf für den Betrieb von Lokomotiven gestochen worden. In den Jahren von 1888 bis 1931 baute das Torfstreu- und Mullewerk Haspelmoor Torf ab. Er diente als Stallstreu und Isoliermaterial für Eiskeller und wurde in ganz Europa vertrieben.
Neben der Torfnutzung hatte bereits 1910 die Kultivierung der abgetorften Flächen begonnen. Die Königliche Moorkulturanstalt bewirtschaftete 120 ha Anbaufläche, die sie durch Entwässerung und Melioration herstellte. Weitere Entwässerungsarbeiten wurden ab 1933 vom Reichsarbeitsdienst und ab Kriegsbeginn von Kriegsgefangenen durchgeführt. Bis ca. 1958 wurde von Anwohnern Torf als Brennmaterial gestochen. Das neben dem Bahnhof erbaute Moorversuchsgut, welches die Kultivierungsmaßnahmen durchführte, wurde 1972 geschlossen. Seit 1990 wird durch den Anstau der alten Entwässerungsgräben eine Wiedervernässung des Moores erreicht. Das Moor wurde erst 1985 unter Naturschutz gestellt.

## Biotopstruktur

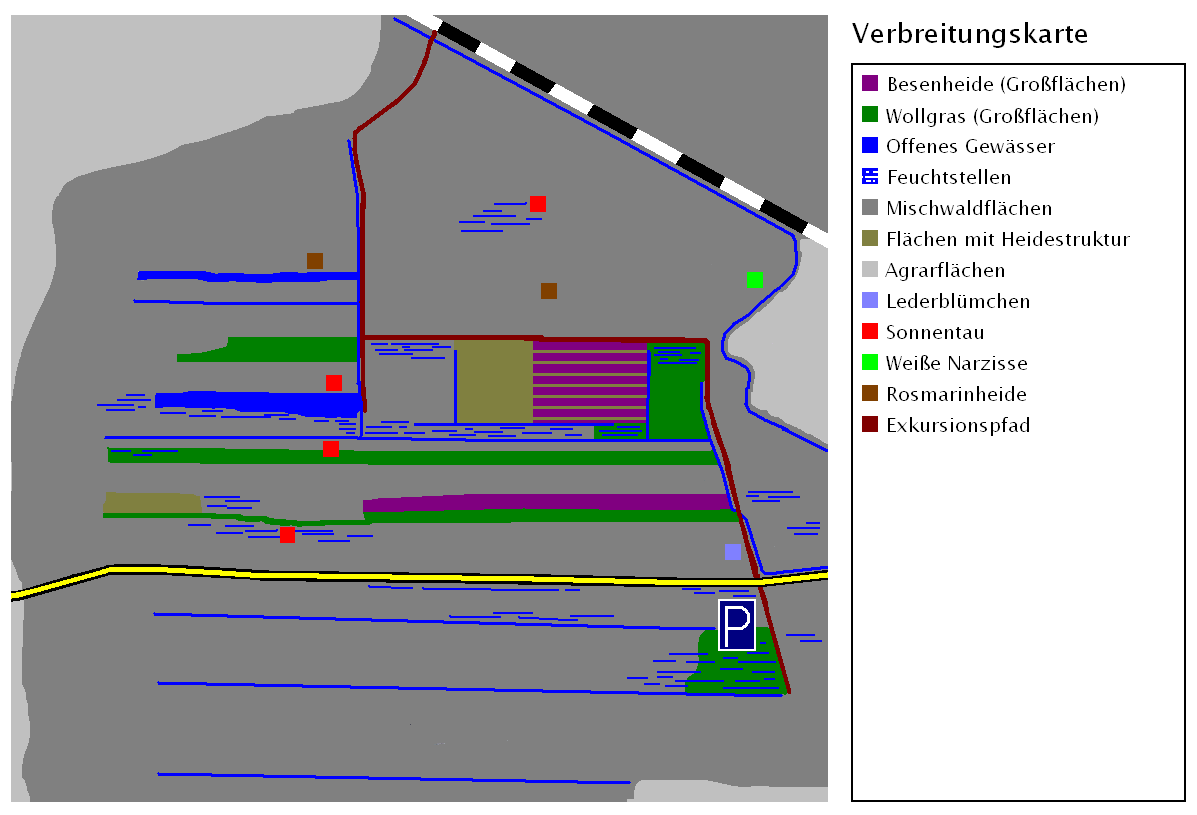
Stark vereinfachte Übersichtskarte

Weite Teile der Moorflächen sind bewaldet, es handelt sich überwiegend um lichte Kiefern-Birkenwälder mit Übergang zu Mischwaldflächen. In den Randbereichen des Moores befinden sich Buchenbestände, die an den nährstoffarmen Boden angepasst sind. In den unwegsamen Waldflächen stößt man immer wieder auf flache Moortümpel; hierhin haben sich seltene Pflanzenarten wie der Rundblättrige Sonnentau zurückgezogen.
In weiten Teilen zeigt das Gebiet den Charakter einer offenen Landschaft. Es existieren ausgedehnte Flächen, die von der Luft aus gesehen länglichen Rechtecken gleichen. Diese Strukturen entstanden durch den Torfabbau, diese Flächen sind meist von einer dominierenden Pflanzenart bewachsen. Das Ergebnis ähnelt regelrecht Feldern die z. B. einen reinen Wollgras- oder Besenheidebewuchs aufweisen. Auf einigen Bereichen hat sich eine Moorheide entwickelt, welche einen trockenen Charakter besitzt. Diese Flächen werden von zahlreichen Kleinseggen unterschiedlicher Art bevölkert. Auch die ganzjährigen Wasserflächen bestehen aus länglichen Rechtecken, das größte Staugewässer erreicht dabei eine Länge von 230 Metern bei einer Breite von 30 Metern.
Flächenangaben:
- Reinfläche Besenheide: ca. 16.000 m²
- Reinfläche Wollgras: ca. 30.000 m²
- Offenes Wasser: ca. 6.000 m²
- Länge des Pfades: ca. 1.200 m

## Naturschutzgebiet
Das Naturschutzgebiet Haspelmoor ist 157 Hektar groß und befindet sich südwestlich des gleichnamigen Ortes Haspelmoor. Durch den östlichen Teil des Moores führt ein Exkursionspfad. Dieser ist mit einem roten Pfeil markiert. Der Exkursionspfad beginnt am Ortsrand von Haspelmoor an der Straße von Haspelmoor in Richtung Westen. Er endet an der Bahnlinie Augsburg–München. Dieser Weg ist auf den gängigen topografischen Karten nicht eingezeichnet.
Der angelegte Pfad sollte nicht verlassen werden, da Hochmoorflächen äußerst trittempfindlich sind. Durch „inoffizielle“ Pfade entsteht ein beträchtlicher Schaden an seltenen Pflanzen des Moores. Ferner nutzt der Sandlaufkäfer offene Stellen als Kinderstube für seine Larven. Diese lauern in ihren bis zu 50 cm tiefen Wohnröhren vorbeilaufenden Insekten auf. Durch Bodenverdichtung infolge von Trittschäden kann dieser Bestand gefährdet werden. Das Naturschutzgebiet ist von starker regionaler Bedeutung für Flora, Fauna als auch für den Menschen. Dieser spezielle Lebensraum bietet angepassten Tieren und Pflanzen letzte Rückzugsmöglichkeiten und ist daher absolut schützenswert.

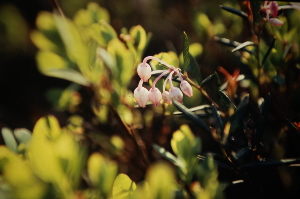
Rosmarinheide

In jüngster Zeit wird versucht, den Wasserspiegel des Moorgebiets anzuheben, die Maßnahmen ließen einen idyllisch anmutenden See entstehen. Derlei Unternehmungen führen zwar zu einer Renaturierung des Moores, verdrängen aber auch bestimmte Gräser. Ein gewollter und positiver Nebeneffekt ist, dass durch den erhöhten Wasserspiegel Bäume und Sträucher auf den Hochmoorflächen absterben. Eine botanische Besonderheit dieses Moorgebiets ist das Vorkommen der Rosmarinheide. Die Ausbreitung dieser seltenen Pflanze ist im Großraum Augsburg auf dieses Naturschutzgebiet begrenzt. Zudem kommt der überaus seltene Rundblättrige Sonnentau vor. Er wächst selbst im Moor nur an bestimmten Stellen mit besonderem Boden, Licht und Feuchteklima.

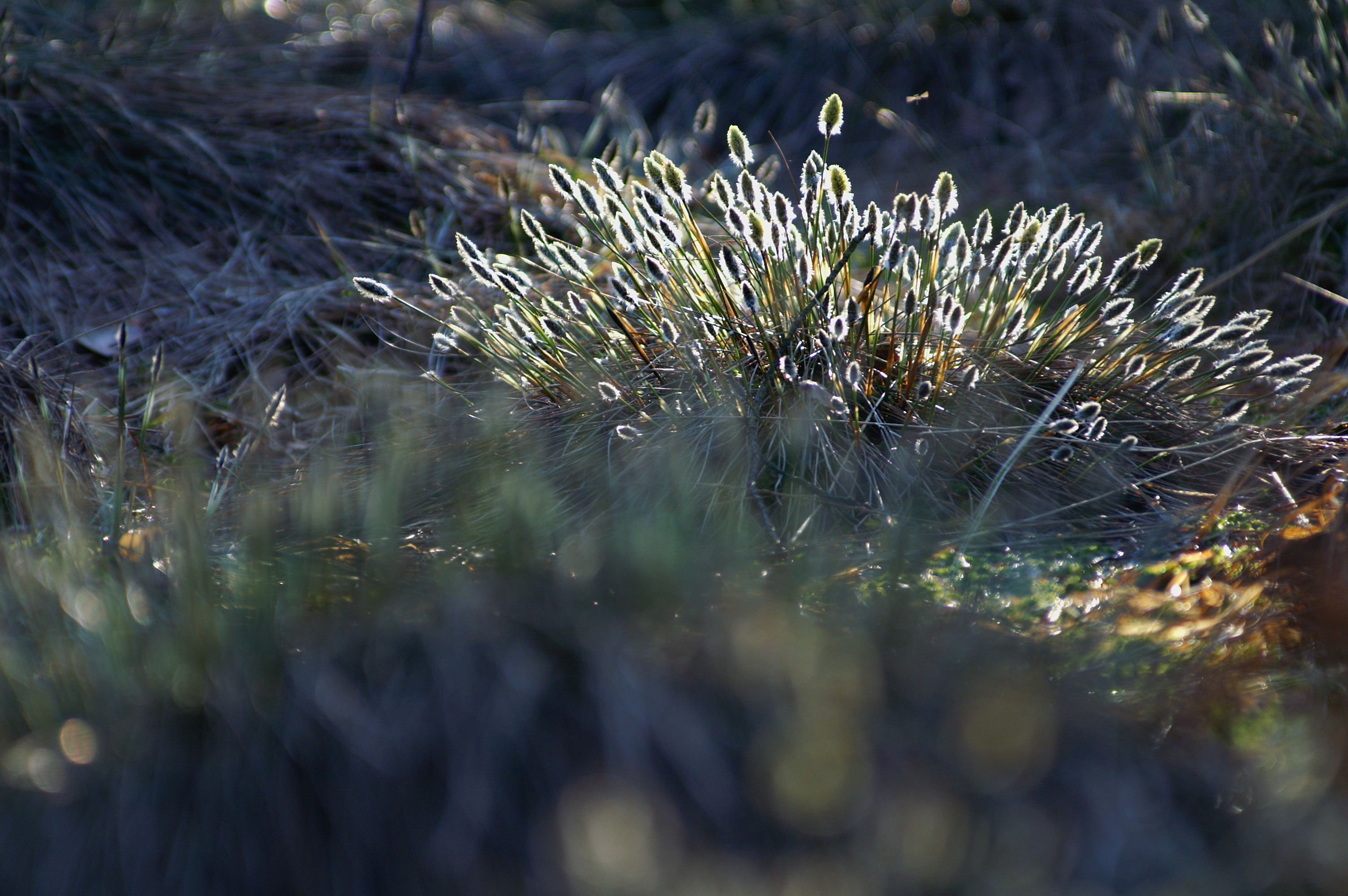
Scheidiges Wollgras, Blütenstand

Das Scheidige Wollgras bildet auf den Hochmoorflächen einen konstanten Massenbestand aus, die Pflanze ist ein Relikt der Eiszeit. Das sonst triste Moor bietet zu einigen Jahreszeiten auch Blühaspekte. Das Scheidige Wollgras zeigt seine buttergelben Blütenstände ab April und setzt später im Sommer leuchtend weiße „Schneeflocken“ in die grüne Moorwiese. Die spätsommerliche Blüte der purpurfarbenen Besenheide beginnt im September.

## Besonderheiten im Moorschutz
Das Gebiet wurde in die Liste der bayerischen Geotope aufgenommen (Geotop-Nummer 179R005). Im Umland des Moorgebietes befinden sich noch zahlreiche anmoorige Feuchtwiesen.  Im Rahmen der Unterschutzstellung des Moores (Zentralmoor und Feuchtwiesen) wurde festgelegt, dass diese Streuwiesen weder entwässert, gedüngt, umgebrochen, beweidet oder aufgeforstet werden dürfen. Eine landwirtschaftliche Nutzung ist lediglich im Rahmen einer jährlichen Mahd vorgesehen, die der Freihaltung von Gehölzen dient.

## Zustand des Moores

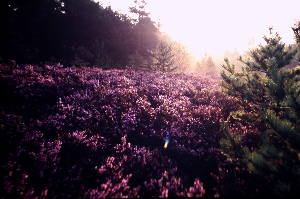
Besenheide-Fläche im Haspelmoor

Noch immer befindet sich das Moor in einer Phase der Renaturierung, die Narben und Spuren früheren Abbaus sind noch immer sichtbar. Im Laufe der Zeit haben sich Gräben und Vertiefungen mit Wasser gefüllt und „verheilen“ langsam. Ein großes Problem stellt die zunehmende Verbuschung dar. Ein gesundes Moor sollte in weiten Teilen baumfrei sein, doch es breitet sich Buschwerk immer mehr auf den Hochmoorflächen aus. Es besteht hauptsächlich aus Faulbaum, Kiefer und Birke. Das bayerische Forstamt versucht diese Entwicklung durch Rodungen aufzuhalten.
Ein solches Moorgebiet ist, ähnlich wie unsere Heiden, eine Kulturlandschaft. Diese entstanden über Jahrhunderte hinweg durch menschliche Eingriffe. Werden diese Landschaften nicht mehr gepflegt, verlieren sie ihren kulturlandschaftlichen Charakter. In Bereichen, die bereits völlig verbuscht sind, sterben die spezialisierten Hochmoorgräser ab. Der Moorcharakter geht durch den erhöhten Eintrag von Nährstoffen auf Grund absterbender Pflanzenteile (Laub und Geäst von Bäumen) immer weiter verloren.

## Artenlisten

### Pflanzen

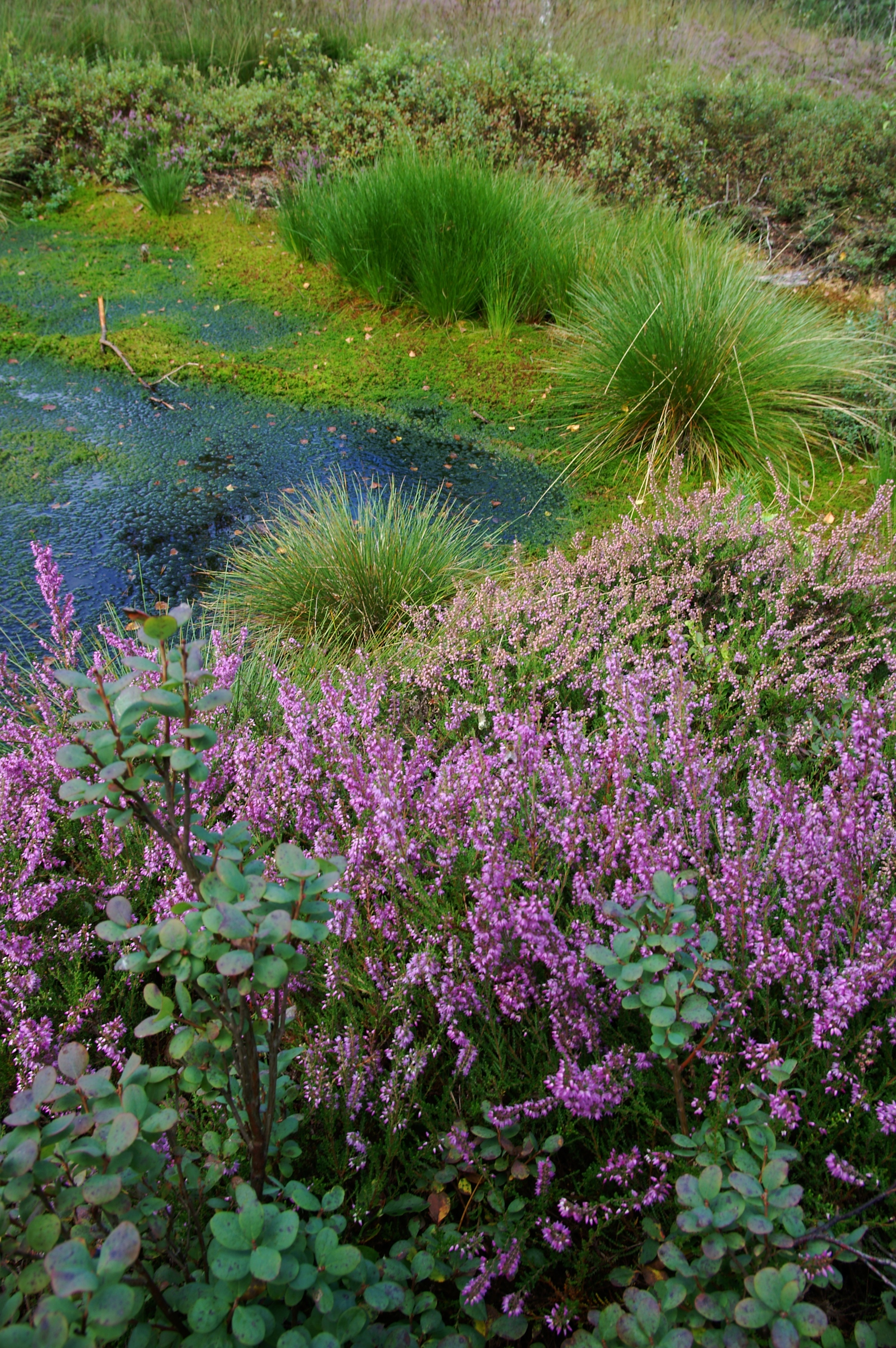
Pflanzengesellschaft

| Allgemein - Rosmarinheide - Rauschbeere - Besenheide - Echte Glockenheide - Heidelbeere - Groß- und kleinfrüchtige Moosbeere (Moosäpfelchen) - Rundblättriger Sonnentau - Pfeifengras - Geschlängelte Schmiele - Scheiden-Wollgras - Moor-Wollgras - Leberblümchen - Knick-Fuchsschwanz - Großes Zweiblatt - Gift-Hahnenfuß - Hohes Fingerkraut - Sumpf-Blutauge - Tüpfelstern - Weiße Narzisse - Dreifruchtige Wasserlinse - Große Sternmiere - Buntes Vergissmeinnicht - Wald-Engelwurz | Allgemein - Holzapfel - Weicher Storchschnabel - Tauben-Storchschnabel - Sumpf-Haarstrang - Wiesen-Arznei-Baldrian - Wiesen-Habichtskraut - Rohrkolben - Seggen, diverse - Trespe, diverse - Schwingel, diverse - Rispengras, diverse - Rote Borstenhirse - Straußgras - Hafer, diverse - Knöterich, diverse - Gänsefuß, diverse - Leimkraut, diverse - Stinkrauke - Fetthenne - Fingerkraut, diverse - Rosen, diverse - Veilchen, diverse - Strauß-Gelbweiderich | Bäume - Birke - Kiefer - Spirke (aufrechte Bergkiefer), - Faulbaum - Strauch-Birke - Grau-Weide - Buche Pilze - Birkenröhrling - Kartoffelbovist - Parasitischer Röhrling - Roßhaarschwindling - Fliegenpilz - Steinpilz Farne - Keulen-Bärlapp - Adlerfarn - Wald-Frauenfarn - Wurmfarn - Dornfarn | Moose - Wald-Frauenhaar - Torfmoos - Schlafmoos - Weißmoos - Georgsmoos - Straffes Widertonmoos - Wacholder-Widertonmoos - Samt-Kurzbüchsenmoos - Roststengelmoos - Gefranstes Torfmoos - Mittleres Torfmoos - Zweizähniges Kammkelchmoos Flechten - Cladonia (Rentierflechte) - Becherflechte - Isländisches Moos |

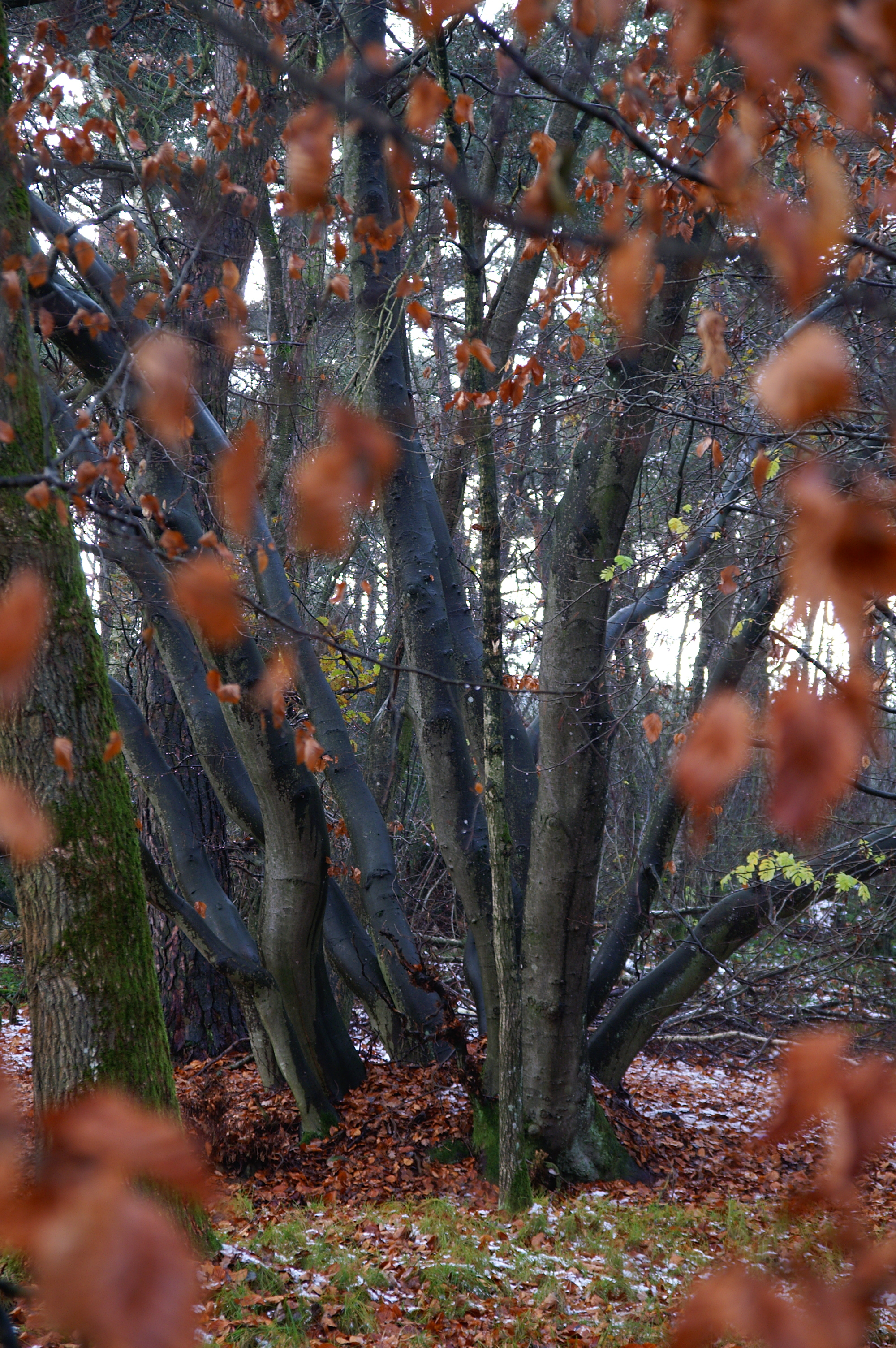
Buchen
Wollgrasfrucht
Wollgrasbult im Winter
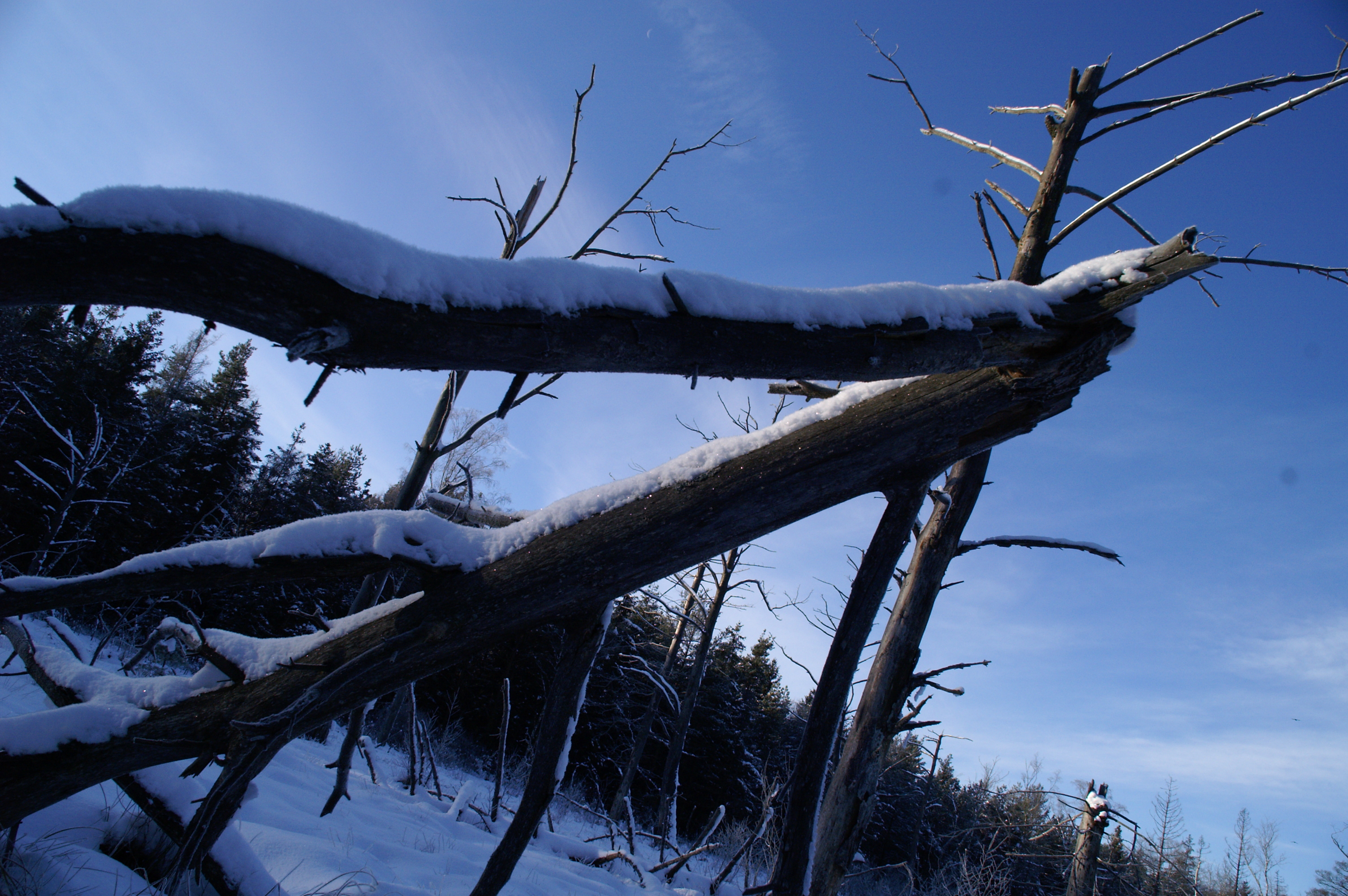
Bäume im Winter

### Tiere
| Säugetiere - Reh - Gelbhalsmaus - Feldhase - Eichhörnchen - Fuchs - Fledermäuse - Biber - Dachs - Marder - Wildschwein Vögel - Wintergoldhähnchen - Grünspecht - Buntspecht - Haubenmeise - Kleiber - Zaunkönig - Stockente - Blässhuhn - Pfeifente - Tannenmeise - Dompfaff | Reptilien - Kreuzotter - Ringelnatter - Blindschleiche - Waldeidechse - Zauneidechse Amphibien - Wasserfrosch - Grasfrosch - Moorfrosch - Erdkröte | Mollusken - Windelschnecke Insekten - Vierfleck - Gemeine Heidelibelle - Schwarze Heidelibelle - Kleine Moosjungfer - Mosaikjungfern - Brombeer-Zipfelfalter - Sandlaufkäfer - Faulbaum-Bläuling - C-Falter - Schneemücke (Chionea lutescens) Spinnen - Zebraspinne |

Waldeidechse
Kreuzotter